# Verfassungsvertrag
Ein Verfassungsvertrag ist ein völkerrechtlicher Vertrag zur Schaffung eines überstaatlichen Gebildes, dem der Rang einer einzelstaatlichen Verfassung zugeschrieben wird. In der Regel kommen sie bei der Gründung eines föderalen Bundesstaates zur Anwendung, dessen Verfassung nicht per Volksabstimmung oder durch eine direkt gewählte verfassungsgebende Versammlung, sondern als vertraglicher Bündnisschluss zwischen mehreren, bis dahin souveränen Staaten zustande kommt.
Der Begriff wurde zur Charakterisierung des Vertrags über eine Verfassung für Europa geprägt, der die bis dahin bestehenden Vertragsgrundlagen der Europäischen Union (unter anderem EU-Vertrag, EG-Vertrag und die EU-Grundrechtecharta; das sogenannte Primärrecht) reformieren und zu einem einheitlichen Dokument zusammenfassen sollte. Der Begriff Verfassungsvertrag war jedoch umstritten, da der Verfassungsvertrag juristisch keinen anderen Rang besessen hätte als die bis dahin gültigen Verträge.